# Osella FA30
Osella FA30 – italský sportovní prototyp (sports prototype) zkonstruovaný jako speciál pro závody automobilů do vrchu s umístěním jezdce v ose vozu. Jedná se o monopost, jenž byl sestrojen podle technických předpisů FIA pro skupinu E2-SS (single seater) v roce 2009 společností Osella Engineering Srl.

## Popis
Vůz vznikl na přelomu let 2008/2009 v konstrukční dílně Osella Engineering Srl, pod vedením majitele společnosti – konstruktéra Vincenza Oselly, kdy byl představen jako evoluce předchozího typu Osella PA27. Osella FA30 je koncepčně shodný s prototypem Osella PA30, který je na rozdíl od Oselly FA30 dvoumístným sportovním prototypem s řízením na pravé straně a vnějším ochranným obloukem pro dvoumístné provedení (přes celou šířku prostoru kokpitu). První veřejný test Oselly FA30 se uskutečnil při testovacím dni na italské trati Verzegnis-Sella Chiuzantan s názvem Primavera Verzegnis 2009, kdy vůz představil Simone Faggioli jako tehdejší jezdec s tovární podporou společnosti Osella Engineering.

## Konstrukce
Vůz vznikl a je konstruován dle předpisů pro kategorii II, skupinu E2-SS, tedy pro vozy spadající mezi jednomístné volné formule. Osella FA30 je monopost - je určen pro jednoho pasažéra (jezdce), který sedí v ose vozidla, k tomu je přizpůsobeno i ovládání vozidla – centrálně umístěný volant a ovládací pedály.

### Šasi
Vůz navazuje na filozofii konstruktéra Enza Oselly, který využil pro FA30 typickou konstrukci ocelového rámu (stejné provedení využíval i legendární typ Osella PA20) vyztuženého prostřednictvím nanýtovaných karbon-uhlíkových ploten. V přední části před jezdcem je umístěný povinný ochranný prvek crash box (kombinace karbon-kevlaru a uhlíkové voštiny), který představuje ochranu jezdce před čelním nárazem (povinnost předepisují regule FIA). Šasi kryje trojice aerodynamických sklo-laminátových krytů.
Palivová nádrž je umístěna v dutině za jezdcovou sedačkou. Nádrž je v bezpečnostním provedení s homologací FIA s termínovou platností od firmy Merin. Její provedení je ze speciálního odolného materiálu, který je elastický. Objem nádrže je cca 15–30 litrů.

### Motor
Osella FA30 využívala výhradně pohonnou jednotku Zytek KV308H, jež měla původ z formulového šampionátu FIA International F3000 Championship, kde těmito motory byly osazovány monoposty Lola F3000 v rozmezích let 1996–2004. Konstrukčně je vyřešeno uložení motoru podélně v ose prototypu Osella FA30, kde je v místě za jezdcem připevněn k rámu. Sání motoru směřuje kolmo vzhůru, kde je vyveden přívod vzduchu – sací trakt, prostřednictvím sacího „komínu“ za hlavou jezdce. Ten zároveň slouží jako ochranný oblouk jezdce v případě, kdyby došlo k převrácení vozidla. Chlazení motoru je provedeno prostřednictvím postranně umístěných chladičů, které jsou chlazeny proudícím vzduchem vedeným tunely v bočnicích.
Pohonné jednotky Zytek jsou v průběhu jejich závodního života připravovány různými ladiči s využitím odlišného managementu elektronického řízení. V základní verzi má provedení motoru Zytek KV308H výkon ~450 HP, s využitím modernějších ECU (Electronic control unit – řídící jednotka) a neomezených možností konstrukčních úprav (v základním provedení byl motor zkonstruován na dlouhou životnost s ohledem na náklady v šampionátu FIA International F3000 Championship, kde byl motor využíván za jednotných podmínek). Motory tak po úpravě sacích kanálů v hlavě motoru, při využití jiného časování změnou vaček, volbou jiných pístů, či laděných výfukových svodů dosahují k výkonovým limitům ~530 HP. Úpravy těchto motorů zajišťuje anglický Engine Developments Ltd. (Judd Power), italský motorový ladič Renato Armaroli, italské společnosti LRM Motors, Fortech. Management elektroniky motoru obstarává řídící jednotka EFI, Motec a originální Zytek ECU.
Výhradní využití motorů Zytek v šasi Osella FA30 bylo ukončenou novou evolucí vozu v roce 2015, kdy byla představena Osella FA30 s označením EVO. V oblasti pohonné jednotky byl zastavěn motor RPE (Radical Performance Engines), který má vynikající poměr váhy (88 kg) a dodaného výkonu (~480 HP / 10500 ot/min). Tento motor byl vyvinut společností Radical Performance Engines. Jedná se o motor, který je složen ze dvou motocyklových čtyřválců složených do bloku V8 vlastní konstrukce RPE. Technickou zajímavostí je, že motor využívá variabilní délku sacích komínků.

### Řazení, převodovka
Převodovka je umístěna za motorem v ose vozidla, uložena podélně a tvoří poslední pevnou část prototypu. Osella FA30 je osazována převodovkou od francouzské společnosti Sadev. Jedná se o 6stupňovou sekvenční převodovku vybavenou odděleným převodem pro zpětný chod. Převodovka je ovládaná, buď mechanicky řadicí pákou, která má jen jednu osu pohybu v podélné ose vozidla (vpřed, vzad) nebo je vybavena elektronickým systémem řazení (Geartronic, Motec, EFI, Teknogear, aj.), kdy k volbě rychlosti dochází prostřednictvím řadících pádel na volantu (paddle-shift). Elektronické impulsy z pádel následně ovládají pneumatický, hydraulický nebo elektrický akční člen, který zajišťuje mechanický pohyb řadící tyče v převodovce.
Některé z vozů využívají speciální provedení odstředivé spojky, která je samočinná. Spojka spíná plynule v závislosti na otáčkách motoru a umožňuje plynulý rozjezd bez rizika zhasnutí motoru. Výrobcem je společnost Sachs.
Maximální rychlost sportovního prototypu Osella FA30 je závislá na zvolených převodech. Prototypy běžně atakují na tratích závodů do vrchu rychlost na rozmezí ~250–270 km/h.

### Podvozek

#### Kinematika podvozku
Přední kola mají nezávislé zavěšení lichoběžníkovou nápravou prostřednictvím dvojice příčných ramen s využitím tlačných tyčí (pushrod). Zadní – hnaná náprava je více prvková. Spojení příčných ramen a šasi je provedeno prostřednictvím kloubových hlavic (uniball). Vozidlo je dále vybaveno pro přední i zadní zavěšení nastavitelnými zkrutnými stabilizátory.

#### Odpružení / tlumení
Odpružení a tlumení podvozku je provedeno vinutými pružinami s nastavitelnými teleskopickými tlumiči rozdílných dodavatelů (KW Automotive, Öhlins TTX/TTR).

#### Geometrie
Podvozek Oselly FA30 je plně stavitelný a umožňuje pomocí stavitelných ramen, kloubových hlavic (uniball) a změny na tlumičích měnit geometrii podvozku, světlou výšku sportovního prototypu Osella FA30 i rozložení hmotnosti na jednotlivá kola.

#### Řízení
Osella FA30 má centrálně umístěný volant, který přes řídící tyč ovládá hřebenové řízení, které je přes spojovací tyče spojeno s těhlicemi řízených předních kol.

### Aerodynamika
Vývoj aerodynamických prvků vozidla probíhal v jednotlivých letech, kdy byl vůz nasazován do závodů. Aerodynamické prvky se také často lišily pro jednotlivé typy tratí podle daného profilu a dosahovaných rychlostí. Evoluce tvaru aerodynamických prvků a jejich počtu, případně tvarování horních krycích panelů, tvarování přítlačného křídla či podlahy prototypu probíhala v celém rozsahu let, kdy výrobce vůz dále vyvíjel.

#### Osella FA30 (2009–2014)
Provedení aerodynamických prvků vozu zajistilo Oselle FA30 úspěch na evropských tratích závodů do vrchu. Vincenzo Osella využil při konstrukci beze zbytku volnosti předpisů pro skupinu E2-SS a pro Osellu FA30 jako monopost zvolil řešení s krytými koly a konstrukcí podlahy s plochou pod celým vozidlem (na délku počínaje předním difuzorem, konče zadním extraktorem v šířce se rovná podlaha rozprostírá mezi oběma bočnicemi v maximálně přípustných rozměrech). Tato kombinace zajišťuje vysokou míru aerodynamického přítlaku a tím vysokou rychlost v zatáčkách. Navíc tato konstrukce je doplněna zadním přítlačným křídlem v maximální - předpisy povolené šířce.
Aerodynamika vozu prošla od roku 2009 řadou modifikací v oblasti předního difuzoru (vyztužení, tvarování, celková délka difuzoru), vývojem prošla přední část prototypu - přidáním přítlačných aerodynamických křidélek. Dvojice aerodynamických křidélek byla umístěna v centrální části (nad crash boxem), dvojice po stranách v přední části krytí kol. Tyto jsou ve vodorovné poloze. Využití našla i postranní křidélka, která směrují proudění vzduchu kolem vozu, ty pak mají svislou polohu a jsou umístěna po stranách předního difuzoru.
V zadní části dominuje tříprvkové přítlačné křídlo s koncovými deskami po stranách. Křídlo je k vozu přidělané prostřednictvím dvojice podpěr, které jsou spojeny s obalem převodovky. V roce 2012 byla modifikovaná aerodynamika i v zadní části, kdy byla přidána konstrukce aerodynamických prvků po stranách pod zadním přítlačným křídlem, za zadní kola.

#### Osella FA30 EVO (2015–2022)[7]
V roce 2015 byla představena nová evoluce Oselly FA30 s označením EVO, která v oblasti aerodynamiky představovala změny především v zadní části prototypu, kdy bylo změněno zadní přítlačné křídlo a jeho uchycení k vozu (křídlo je instalované pod jiným úhlem). Modifikací prošel i zadní extraktor, který byl prodloužen a upraveno bylo i  jeho tvarování. Rovněž zadní kapotáž byla prodloužena (nastavena) v oblasti pod zadním křídlem.

### Pneumatiky, kola
Už předchozí model Osella PA27 využívala podporu italské pneumatikářské firmy Marangoni, která připravila pro premiéru Oselly FA30 i nové pneumatiky Marangoni ZETA Linea Racing, které v prvních letech výhradně využíval Simone Faggioli, který rovněž spolupracoval na jejich vývoji.
- Marangoni ZETA Linea Racing – přední: 240x600 R13 Radial; zadní 315x650 R13 Radial, později zadní 330x620 R13 Radial; směs byla dodávána s označením GF15 (GripFast)[8]

Na voze Osella FA30 se používají i pneumatiky Avon Tyres a Pirelli.
- Avon tyres – přední: 245x600 R13 Radial; zadní 330x620 R13 Radial
- Pirelli – přední: 245x600 R13 Radial; zadní 330x620 R13 Radial

Sportovní prototyp Osella FA30 je osazován 13' magnesiovými disky OZ Racing s centrální maticí.

### Brzdy
Zpomalení vozidla zajišťuje dvouokruhový hydraulický brzdový systém Brembo bez posilovače. Ocelové brzdové disky s vnitřním chlazením s plovoucím uložením jsou na předních kolech brzděny prostřednictvím třípístkových brzdičů. Zadní kola jsou brzděna dvoupístkovými brzdiči. Rozložení brzdného účinku je možné z místa řidiče.

### Výbava

#### Bezpečnostní výbava
Osella FA30 je vybavena povinnou bezpečnostní výbavou dle požadavků sportovních regulí dle FIA:
- hasicí systém,
- bezpečnostní šestibodový pás,
- crash box,
- bezpečnostní nádrž,
- systém pro odpojení elektroinstalace.

#### Datalogger
Vozidlo může být vybaveno systémy pro záznam jízdních dat. Komerční dataloggrová zařízení umožňují záznam provozních dat z motoru nebo záznam dat o chování podvozku. K tomuto vybavení patří i onboard kamera, která snímá jízdu sportovního prototypu na trati a je následně propojena s daty dataloggeru a umožňuje tak komplexní analýzu jízdy.

## Technická data[9]
- Délka: 4,5 m
- Šířka: 2 m
- Výška: 1,1 m
- Váha: 561 kg
- Rozchod kol vpředu: xxx m
- Rozchod kol vzadu: xxx m
- Rozvor: 2,64 m
- Převodovka: Sadev SL-75
- Brzdy: Brembo
- Motor:
  - Zytek KV308H[4]
    - Koncepce: V8 90°
    - Zdvihový objem: 2.997 cm3
    - Výkon: ~530 HP / 10500 ot/min
    - Kroutící moment: ≈ 430 Nm
    - Ventily: 24
    - Váha: 120 kg

  - RPE (Radical Performance Engines)[5]
    - Koncepce: V8 72°
    - Zdvihový objem: 2700 cm3
    - Výkon: ~480 HP / 10500 ot/min
    - Ventily: 32
    - Váha: 88 kg
- Pneumatiky: Avon Tyres, Marangoni, Pirelli

## Jezdci[10]
Od roku 2009 se do kokpitu Oselly FA30 usadila více než třicítka závodních jezdců, při podnicích Mistrovství Evropy v závodech automobilů do vrchu, evropském poháru FIA (FIA International Hill Climb Cup) nebo závodech národních šampionátů. Jednotlivý jezdci vůz vlastní nebo si ho pronajali pro jednotlivé podniky.
- Simone Faggioli
- Christian Merli
- Domenico Scola jr.
- Paride Macario
- Diego Degasperi
- David Baldi
- Federico Liber
- Adriano Zerla
- Piero Nappi
- Renzo Napione
- Maurizio Roasio
- Michele Camarlinghi
- Franco Cinelli
- Francesco Leogrande
- Adolfo Bottura
- Mauro Rampini
- Stefano Gazziero
- Michele Fattorini
- Dominico Cubeda
- Francesco Conticelli
- Miloš Beneš
- David Kostruh
- Julien Duccomun
- Jöel Volluz
- Marcel Steiner
- Roland Bossy
- Robin Faustini
- Guy Demuth
- Tommy Rollinger
- Vladimír Stankovič
- Christoph Lampert
- Alexander Hin

## Úspěchy
| Rok  | Výsledek | Soutěž | Kategorie | Skupina | Jezdec          | Národnost |
| ---- | -------- | ------ | --------- | ------- | --------------- | --------- |
| 2009 | 1        | ME     | II        | E2-SS   | Simone Faggioli | Itálie    |
| 2010 | 1        | ME     | II        | E2-SS   | Simone Faggioli | Itálie    |
| 2011 | 1        | ME     | II        | E2-SS   | Simone Faggioli | Itálie    |
| 2012 | 1        | ME     | II        | E2-SS   | Simone Faggioli | Itálie    |
| 2013 | 1        | ME     | II        | E2-SS   | Simone Faggioli | Itálie    |
| 2016 | 2        | ME     | II        | E2-SS   | Christian Merli | Itálie    |
| 2017 | 2        | ME     | II        | E2-SS   | Christian Merli | Itálie    |
| 2018 | 1        | ME     | II        | E2-SS   | Christian Merli | Itálie    |
| 2019 | 1        | ME     | II        | E2-SS   | Christian Merli | Itálie    |
| 2021 | 1        | ME     | II        | E2-SS   | Christian Merli | Itálie    |
| 2022 | 1        | ME     | II        | E2-SS   | Christian Merli | Itálie    |
| 2023 | 1        | ME     | II        | E2-SS   | Christian Merli | Itálie    |